# Eleccions municipals de 1979 a Madrid
Les eleccions municipals de 1979 es van celebrar a Madrid el dimarts, 3 d'abril, d'acord amb el Reial Decret de convocatòria d'eleccions locals a Espanya realitzat el 26 de gener de 1979 i publicat al Butlletí Oficial de l'Estat el dia 27 de gener. D'acord amb la població de Madrid va correspondre triar 59 regidors al municipi.

## Candidatures i resultats

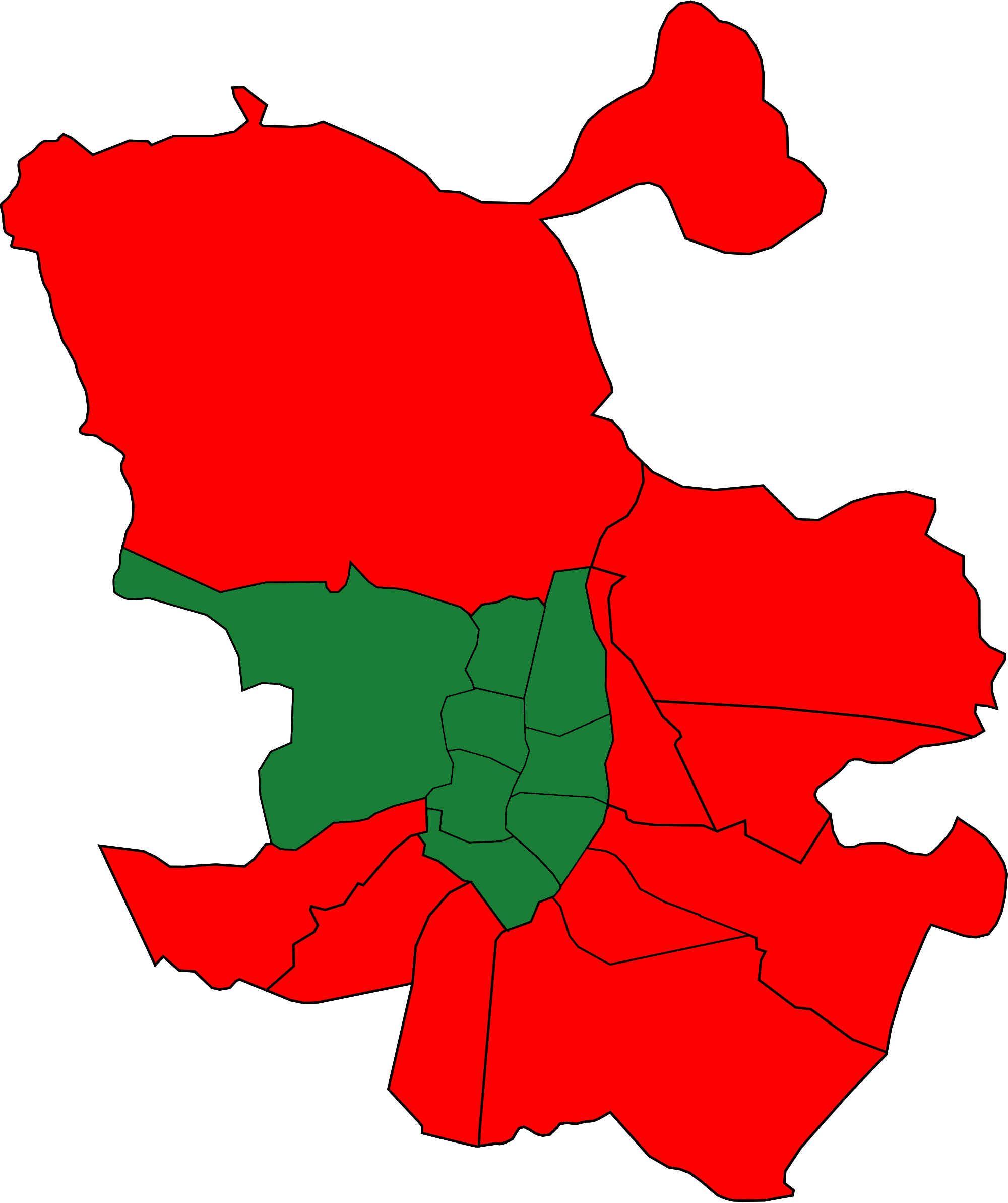
Candidatura més votada per districte:
UCD
PSOE

Les candidatures proclamades van ser publicades en el Butlletí Oficial de la Província de Madrid el 5 de març de 1979. En total van ser proclamades 14 candidatures; però dues candidatures no van arribar a votar-se en els comicis perquè els seus promotors van decidir retirar-les.
Al llarg del mes de març es va anunciar la retirada de la candidatura del Partit del Treball d'Espanya (PTE) que, en procés de fusió amb l'Organització Revolucionària dels Treballadors (ORT), va demanar el suport per a la candidatura d'aquest partit encapçalada per Paquita Sauquillo, i la de la candidatura de Coalició Democràtica (CD) encapçalada per Gregorio Marañón Moya, buscant-reforçar la candidatura de l'UCD i del bloc de dretes.
La candidatura d'Unió de Centre Democràtic (UCD) encapçalada per José Luis Álvarez, va obtenir una majoria simple de 25 regidors, per otres 25 regidors de la candidatura del Partit Socialista Obrer Espanyol (PSOE) encapçalada per Enrique Tierno Galván i 9 de la llista del Partit Comunista d'Espanya (PCE).
| Nom de la candidatura                                                                                | Llistas de candidatures proclamades (E): Candidat ellecte | Cap de llista       | Vots      | %                     | Regidors              |
| --- | --- | ------------------- | --------- | --------------------- | --------------------- |
| Unió de Centre Democràtic                                                                            | Candidatura de l'UCD1. José Luis Álvarez Álvarez (E) 2. José María Álvarez del Manzano López del Hierro (E) 3. Miguel Herrero Rodríguez de Miñón (E) 4. Ana María García de Armendáriz (E) 5. Luis María Enríquez de Salamanca Navarro (E) 6. Luis Peral Guerra (E) 7. Jaime Cortezo Velázquez-Duró (E) 8. José María Palacios (E) 9. Luis Manuel Puente Sáinz de Baranda (E) 10. Enrique Castellanos Colomo (E) 11. Antonio José del Perpetuo Vázquez Álvarez (E) 12. Juan Andrés Tomás Torres Piñón (E) 13. Eduardo González Velayos (E) 14. Florentino Eduardo Pérez Rodríguez (E) 15. Carlos Alberto Alonso de Velasco (E) 16. Francisco Javier Soto Carmona (E) 17. Francisco Javier Tusell Gómez (E) 18. Ángel Verdasco García (E) 19. Luis Eduardo Cortés Muñoz (E) 20. Carmen Añón Feliú (E) 21. Felipe Martín Sanz (E) 22. Joaquín García Javaloyas (E) 23. José Rábano Dacosta (E) 24. Fernando García Notario (E) 25. Fernando Martín Vicente (E) 26. Virginia Gómez-Acebo Pombo 27. Vicente Galcerán Besora 28. Elena García-Alcañiz Calvo 29. 30. 31. 32. 33. 34. 35. 36. 37. 38. 39. 40. 41. 42. 43. 44. 45. 46. 47. 48. 49. 50. | José Luis Álvarez   | 632.329   | 40,29                 | 25                    |
| Partit Socialista Obrer Espanyol                                                                     | Candidatura del PSOE1. Enrique Tierno Galván (E) 2. Alonso José Puerta Gutiérrez (E) 3. Carlos Revilla Rodríguez (E) 4. José Barrionuevo Peña (E) 5. Francisco Javier Angelina González (E) 6. Joaquín Leguina Herrán (E) 7. Adolfo Luxán Meléndez (E) 8. Enrique Moral Sandoval (E) 9. Luis Rufilanchas Serrano (E) 10. María Gómez Mendoza (E) 11. Emilio García Horcajo (E) 12. Manuel Mella Márquez (E) 13. Eduardo Ferrera Ketterer (E) 14. Ángel Hernández Craqui (E) 15. Saturnino Zapata Llerena (E) 16. Jesús González Escribano (E) 17. Francisca Martínez Garrido (E) 18. Manuel Rodríguez Franco (E) 19. Benito Marín Lozano (E) 20. Miguel Lara Ruiz (E) 21. Esteban Díaz-Maroto Martínez (E) 22. José Luis Rodríguez Peral (E) 23. Valentín Medel Ortega (E) 24. Juan Franco Flores (E) 25. Mariano López San Román (E) 26. Rodolfo Vázquez de Marcos 27. Manuel Miguel Martín Parra 28. José María de la Riva Amez | Enrique Tierno      | 619.772   | 39,49                 | 25                    |
| Partit Comunista d'Espanya                                                                           | Candidatura del PCE1. Ramón Tamames Gómez (E) 2. Fidel Alonso Plaza (E) 3. María Cristina Almeida Castro (E) 4. Julián Rebollo Cuéllar (E) 5. Luis Larroque Allende (E) 6. Juan Francisco Plá López (E) 7. Alfredo Tejero Casajús (E) 8. Eduardo Mangada Samaín (E) 9. José Luis Martín Palacín (E) 10. Carlos Sotos Pulido 11. Miguel Ángel Astasio Arbiza 12. Isabel María Teresa Villalonga Elviro 13. 14. 15. 16. | Ramón Tamames       | 230.651   | 14,69                 | 9                     |
| Organització Revolucionària dels Treballadors                                                        | Candidatura de l'ORT1. Francisca Sauquillo Pérez del Arco | Paquita Sauquillo   | 37.396    | 2,38                  | 0                     |
| Falange Espanyola de las JONS                                                                        | Candidatura de FE de las JONS1. Manuel del Moral Megido | Manuel del Moral    | 25.038    | 1,60                  | 0                     |
| Partit Socialista Obrer Espanyol-històric                                                            | Candidatura del PSOE-H1. Miguel Peydró Caro | Miguel Peydró       | 5.317     | 0,34                  | 0                     |
| Unificació Comunista d'Espanya-Organització Comunista d'Espanya (Bandera Roja) per la Unitat Popular | Candidatura de l'UCE-OCE1. Nieves Díaz Herrero | Nieves Díaz         | 5.251     | 0,33                  | 0                     |
| Partit Comunista Obrer Espanyol                                                                      | Candidatura del PCOE1. David Díaz López | David Díaz          | 5.241     | 0,33                  | 0                     |
| Moviment Comunista-Organització Esquerra Comunista                                                   | Candidatura de MC-OIC1. Salvador García Vázquez | Salvador García     | 2.401     | 0,15                  | 0                     |
| Partit Sindicalista                                                                                  | Candidatura del PS1. José María Alarcón Cabo | José María Alarcón  | 2.298     | 0,15                  | 0                     |
| Partit Liberal Espanyol                                                                              | Candidatura del PLE1. Ángel López-Montero Juárez | Ángel López-Montero | 2.132     | 0,14                  | 0                     |
| Lliga Comunista Revolucionària                                                                       | Candidatura de LCN1. Jesús Albarracín Gómez | Jesús Albarracín    | 1.784     | 0,11                  | 0                     |
| Vots vàlids                                                                                          | Vots vàlids | Vots vàlids         | 1.569.610 | 100,00                | 59                    |
| Electors                                                                                             | Electors | Electors            | 2.378.941 | Participació: 65,98 % | Participació: 65,98 % |